# تعليم المرأة في إسبانيا الفرانكوية
تمركز التعليم في أسبانيا الفرانكوية (بالإنجليزية: Francoist Spain) -وهي فترة الحكم الديكتاتورية في أسبانيا بقيادة فرانشيسكو فرانكو من 1936 إلى 1947- حول اعتقاد بكون النساء ينقصن عن الرجال في القدرات العقلية، فكان يهدف إلى إعدادهن لدور الزوجة والأم ربة المنزل لذلك كانت نسبة الأمية في النساء مرتفعة للغاية، وفي أواخر القرن السابع عشر و أوائل القرن الثامن عشر تعرضت أسبانيا لضغوط اقتصادية لتوجيه النساء للتعليم ومحو الأمية، وبالرغم من ذلك لم تتغير النسبة كثيرًا إلا تغيرًا بسيطًا خلال الجمهورية الثانية والحرب الأهلية الأسبانية ثم ارتفعت النسبة إلى 90% بانتهاء العصر الديكتاتوري.
ركز التعليم الأساسي للنساء على دورهن المستقبلي كربات بيوت، وأكدت القوانين على ذلك بوضوح من خلال الفصل بين تعليم الجنسين في جميع المراحل وجعل الحضور إلزاميًا.
بحلول العام 1954 ارتفعت نسبة الفتيات الملتحقات بالتعليم الأساسي إلى 33%، وخلال عصر فرانكو لم تعد المدرسة الثانوية امتدادًا للمدرسة الأساسية بل انفصلت عنها، فقلت نسبة الفتيات بالمدارس الثانوية وبالتالي حصولهن على فرصة الالتحاق الجامعة، كانت تلك الفرص محدودة للغاية للنساء، فلم يكن هناك سوى اتجاهين وظيفيين يتطلبان درجة جامعية، أحدهما السلك الدبلوماسي والقانوني، ولم يكن أي منهما خيارًا مطروحًا بالنسبة للفتيات، فمثلت نسبة النساء الدارسات بالجامعات 8,8% في عام 1936 وارتفعت فقط إلى 23,4% عام 1960 ولم تصل إلى 50% إلا في الستينات بعد انهيار النظام.

## المذهبية الأيدولوجية وتطبيق السياسات التعليمية
آمن المذهب الفرانكوي بالنقص البيولوجي في قدرات النساء العقلية عن مثيلتها لدى الرجال، واستُخدِم هذا  الزعم لممارسة التحيز ضد النساء، و مثَّل العصر الفرانكوي نهاية عصر من التقدم والثورة على الأعراف المجتمعية الأسبانية مما أثر على عديد من النواحي كان أهمها التعليم. كان الديكتاتور جريجوريو مارانون المعين من قبل القبل الحكومة يؤمن بثانوية تعليم النساء وعدم جدواه، وكان يرى أن المرأة عليها فقط أن تتعلم كيف تكون زوجة مخلصة وتعيش كامتداد لزوجها بينما تخدم المجتمع بالقيام بدورها البيولوجي كأم. وبوجود مثل تل تلك الأفكار في الحكومة ركزت الدولة جهودها على تعليم الرجال فقط.

## التعليم الأساسي
اقتصرت المناهج الموجهة للفتيات في صفوف التعليم الأساسي على أدوارهن المستقبلية كربات بيوت، فتضمنت مناهج الصفوف الأول والثاني و الثالث دروسًا في التدبير المنزلي وترتيب غرفة الحمام وغرفة المعيشة والمطبخ، وتعلم النظام في الفصل وترتيب المقاعد الدراسية والكتب والمذكِّرات، أكدت الدروس أيضًا على تعليم الفتيات فضيلة الصمت والأوقات المناسبة التي يستطعن أثناءها التعبير عن أنفسهن بأفعال كالعطس والضحك والتعبير عن الألم، كانت تلك الدروس جزءًا من المناهج الوطنية التي ركزت على إعداد الفتاة الكاثوليكية النموذجية.
في 1 مايو 1939 حظر فرانكو التعليم المُشتَرَك في المدارس وفُصِل بين الجنسين في كل الفصول الدراسية، وسُجِن وأُعدِم كثير من المدرسين الجمهوريين ونُفيَ بقيتهم.
يقول المفكر الفرانكوي أونيزيمو ريدوندو (بالإنجليزية: Onesimo Redondo) عن التعليم المُشترك إنه «مؤامرة يهودية ضد الأمم الحرة وجريمة في حق الصحة العامة»، لقد كان الهدف الأساسي من الفصل على أساس الجنس هو الحد من الفرص التعليمية المُتاحة للنساء والفتيات.

## التعليم الثانوي
كان الذهاب إلى المدرسة المتوسطة أو الثانوية حلمًا بعيد المنال للفتيات في ذلك الوقت، في عام 1926 قُرِّرت درجة البكالوريا كدرجة علمية للتخرج من المدرسة الثانوية وكان ذلك نتيجة لسعي الفتيات الحثيث وجهادهن للحصول على التعليم الثانوي والجامعي، لكن القوانين الموضوعة تأثرًا بالأيدولوجيات السياسية والاجتماعية للجمهورية الأسبانية الثانية تغيرت بعد الحرب وأُجريت تعديلات كبرى منها فصل التعليم الثانوي عن الأساسي فلم يعد امتدادًا له وأصبحت مدته سبع سنوات بدلاً من ثلاث.
عرف النظام التعليمي في ذلك الوقت المدارس المتوسطة ووجهت الفتيات إلى ترك المدارس خصوصًا القادمات من الطبقة العاملة فالقليلات منهن اللاتي استطعن النجاح لم يُسمح لهن بإكمال التعليم والذهاب إلى الجامعة، لأن دور المرأة الحقيقي هو رعاية المنزل، وشهد العام 1941 تشريعًا يجرم تعليم الصحة الجنسية وسن عقوبات لمن يقوم بتعليمها.